# Alphomorphus
Alphomorphus is een kevergeslacht uit de familie van de boktorren (Cerambycidae). De wetenschappelijke naam van het geslacht werd voor het eerst geldig gepubliceerd in 1935 door Linsley.

## Soorten
Alphomorphus is monotypisch en omvat slechts de volgende soort:
- Alphomorphus vandykei (Linsley, 1930)